# أنطونيو بينهو فارغاس
أنطونيو بينهو فارغاس (بالبرتغالية: António Pinho Vargas‏) هو عازف جاز وملحن وعازف بيانو برتغالي، ولد في 15 أغسطس 1951 في فيلا نوا دغايا في البرتغال.

## وصلات خارجية
- أنطونيو بينهو فارغاس على موقع IMDb (الإنجليزية)
- أنطونيو بينهو فارغاس على موقع ميوزك برينز (الإنجليزية)
- أنطونيو بينهو فارغاس على موقع أول ميوزيك (الإنجليزية)
- أنطونيو بينهو فارغاس على موقع ديسكوغز (الإنجليزية)
- أنطونيو بينهو فارغاس على موقع قاعدة بيانات الفيلم (الإنجليزية)